# Dassault-Breguet Mirage 2000
Dassault-Breguet Mirage 2000 é um caça a jato francês, monomotor, multifuncional, de asa delta, de quarta geração, fabricado pela Dassault Aviation. Foi projetado no final da década de 1970 como um caça leve para substituir o Mirage III na Força Aérea Francesa (Armée de l'air). O Mirage 2000 evoluiu para uma aeronave multifunção, com várias variantes desenvolvidas e vendidas para diversos países. Posteriormente, foi aprimorado nas versões de ataque Mirage 2000N e 2000D, na versão melhorada Mirage 2000-5 e em várias variantes de exportação. Mais de 600 aeronaves foram construídas e o avião já esteve em serviço em nove países.

## História
O Mirage 2000 foi desenvolvido pela Dassault Aviation para a Armée de l'Air em substituição ao programa Avion de Combat Futur. A Dassault Aviation visava atender às necessidades francesas e a repetir o sucesso comercial e internacional alcançado pelo Mirage III, competindo com o americano F-16, já que perdeu a concorrencia na Belgica, Dinamarca e Holanda justamente para o caça americano.
O primeiro voo do protótipo ocorreu em 10 de março de 1978. Entrou em serviço em 1982. Atualmente, está em processo de substituição pelo Dassault Rafale, que entrou em serviço em 27 de junho de 2006.

## Variantes

### Mirage 2000C
A primeira versão a entrar em serviço foi o Mirage 2000C . O Mirage 2000C (C de chasseur, caçador em frances) é um interceptador, não possuindo ainda características de caça multimissão. Um total de 124 caças foram construídos para a AdA.
Os primeiros Mirage 2000Cs foram entregues com o radar Thompson-CSF RDM (Radar Doppler Multifunction). Posteriormente, entrou em serviço o radar RDI (Radar Doppler), muito mais capaz que seu antecessor.

### Mirage 2000B
Variante de treinamento com dois assentos do Mirage 2000C. A AdA adquiriu um total de 30 aeronaves.

### Mirage 2000N e 2000D
O Mirage 2000N é uma variante desenvolvida para o ataque nuclear. Substituiu o Mirage IV nesta função. É uma aeronave de dois lugares e carrega um único míssil ASMP. Pode realizar ataques com armas convencionais como o míssil antinavio Exocet AM 39, anti-radar Armat, bombas guiadas e até o míssil cruise Apache.
O Mirage 2000D é uma variante dedicada ao ataque convencional.

### Mirage 2000-5 e 2000F
Devido à perda de capacidade do Mirage 2000 diante de aeronaves mais modernas e o tempo ainda necessário para a entrada em produção do seu sucessor, o Dassault Rafale, foi criada uma nova versão aproveitando a eletrônica desenvolvida para o Rafale. Ao contrário do Mirage 2000C (interceptador) e do Mirage 2000D (caça de ataque), o Mirage 2000-5 é um caça multimissão graças, principalmente, ao radar RDY (Radar Doppler Multitarget). 37 aeronaves foram atualizadas para o novo padrão e renomeadas como Mirage 2000F.
Uma versão desta variante usando o radar RDY-2, entre outras atualizações, é conhecida como Mirage 2000-5 mark 2.

### Demais nomenclaturas
Mirage 2000E é o nome dado à versão de exportação do Mirage 2000C. Na época, a França impôs como restrição de exportação para o caça a troca do radar RDI pelo radar RDM+. Como é hábito da Dassault, foi criada uma nomenclatura para cada venda realizada.
É motivo de controvérsia as capacidades das aeronaves entregues a cada operador, como também é sabido que ocorreram atualizações locais, como é o caso da Índia.
As nomenclaturas das versões de exportação são: Miragem 2000M (Egito), Mirage 2000H (Índia), Mirage 2000P (Peru), Mirage 2000EI (Taiwan), Mirage 2000EDA (Qatar), Mirage 2000EAD (Emirados Árabes) e Mirage 2000EG (Grécia).
O Mirage 2000-9 é a versão de exportação do Mirage 2000-5 mark 2 e foi vendida para os Emirados Árabes que também contratou a atualização dos aviões antigos para o mesmo padrão.

## Uso em combate
O Mirage 2000 foi utilizado em combate na Primeira Guerra do Golfo, Bósnia, Kosovo e Afeganistão.

## Mirage 2000 no Brasil
No fim da década de 90, a Força Aérea Brasileira criou o projeto FX, que consistia na escolha de um novo caça que substituísse os Mirage IIIE, baseados em Anápolis. Foram então pré-selecionados os seguintes modelos:  Lockheed Martin F-16 C/D, JAS-39 Gripen A/B, MIG 29, Sukhoi Su-27,  Eurofighter 2000 e o Mirage 2000-5.
A Embraer apoiou o Mirage 2000-5, projetando em conjunto com a Dassault Aviation uma versão que atendesse aos requisitos da Força Aérea Brasileira, batizada de Mirage 2000Br.
Um consórcio da Embraer com a Dassault ofereceu a aeronave.
Devido à demora da decisão na concorrência da Índia, a Dassault anunciou o fechamento da linha de produção do Mirage 2000. Com o novo programa aberto com o nome de FX-2 para a compra inicial de 36 caças, o concorrente francês passou a ser o Rafale F3; o governo decidiu comprar 12 caças Mirage 2000 B/C usados da França, a fim de solucionar provisoriamente a defasagem aérea brasileira enquanto não concluía o FX-2.
Pelo acordo de 80 milhões de euros, a França forneceu 12 aviões de caça que operavam na AdA, além de peças, armamentos, treinamento e serviços. Todas as aeronaves passaram por revisão antes da entrega, ocorrida entre 2005 e 2008. O contrato de manutenção encerrou em dezembro de 2013, quando as aeronaves foram aposentadas.

## Operadores

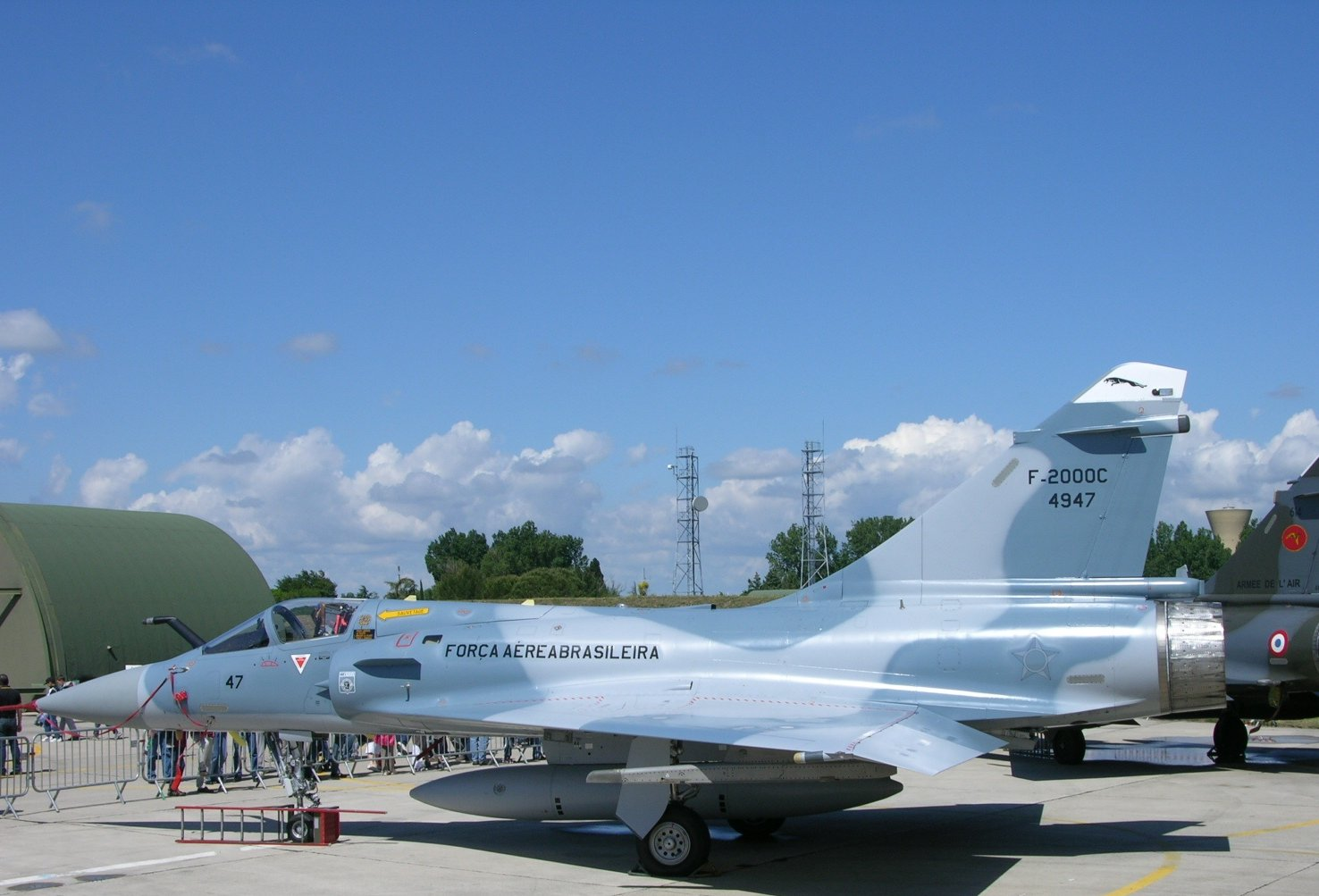
Um antigo Mirage 2000 da força aérea do Brasil.

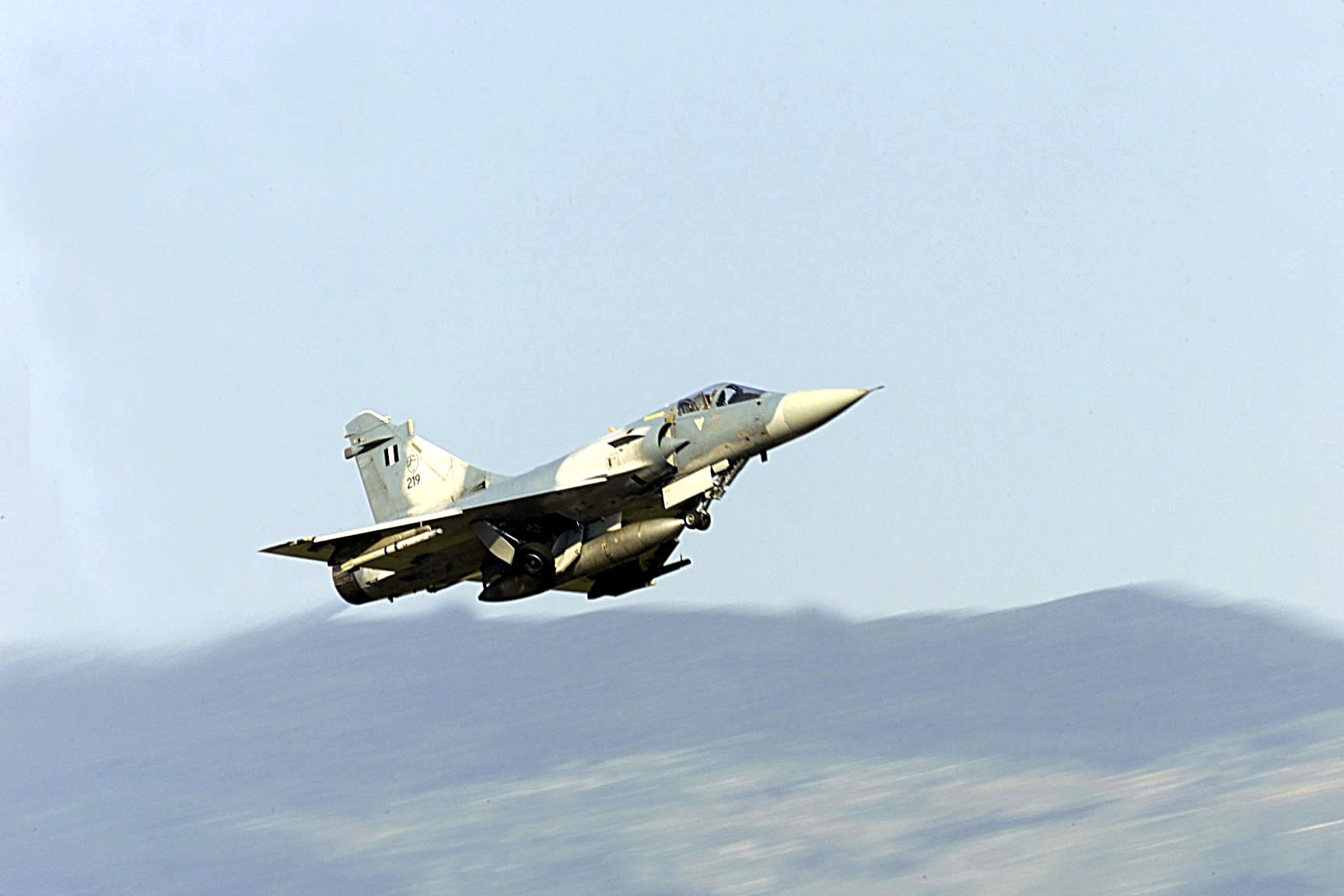
Um Mirage 2000E grego.

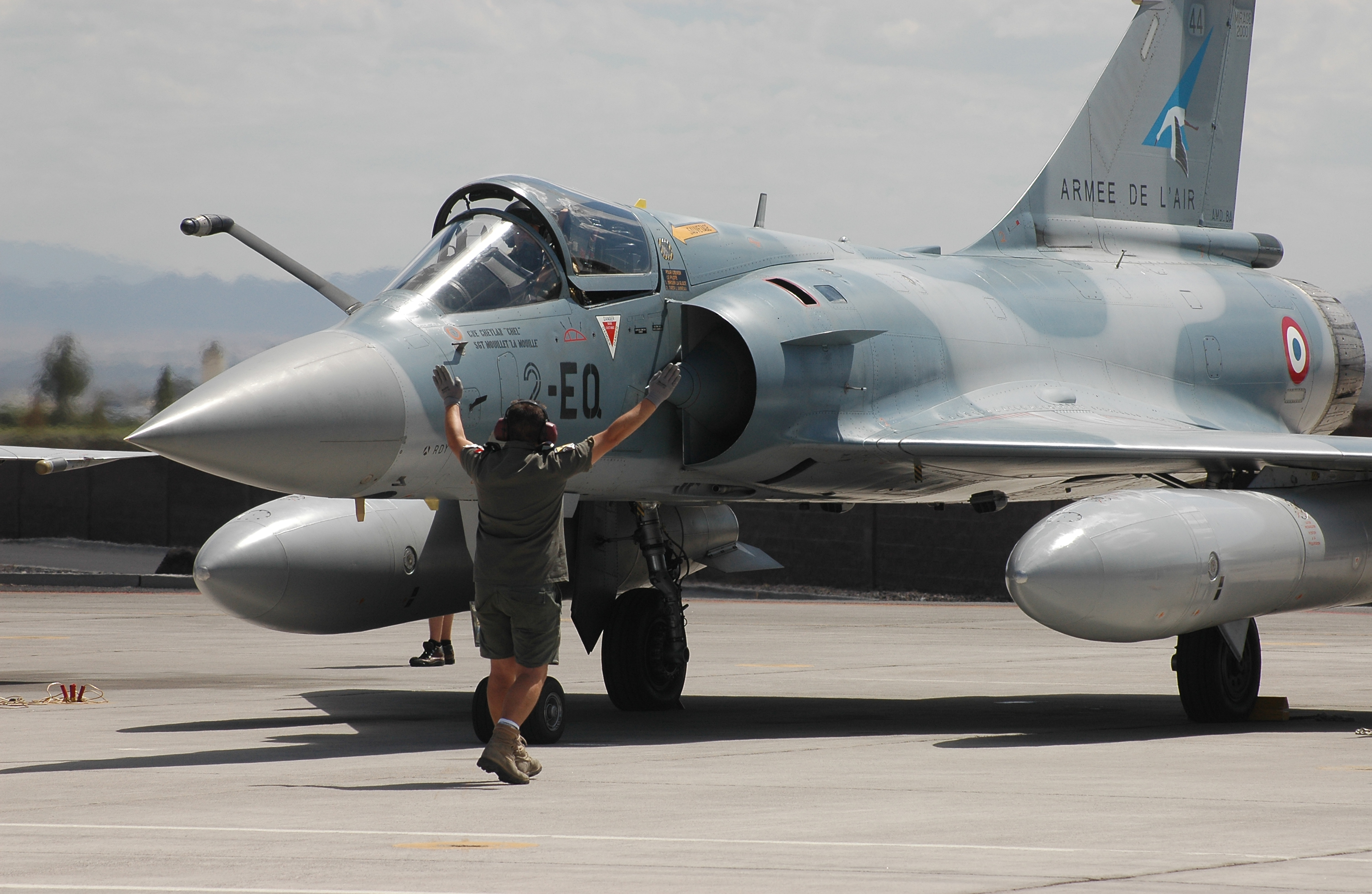
Um Mirage francês.

Relação de países onde o Mirage 2000 se encontra em operação?
| País                                    | Quantidade/Modelos |
| --------------------------------------- | --- |
| Egito - 20                              | 16 Mirage 2000EM 04 Mirage 2000BM |
| Emirados Árabes Unidos (Abu Dhabi) - 68 | 22 Mirage 2000EAD 08 Mirage 2000RAD 06 Mirage 2000DAD 30 Mirage 2000EAD/RAD/DAD 20 Mirage 2000-9RAD (1 lugar) 12 Mirage 2000-9DAD (2 lugares) |
| França - 315                            | 124 Mirage 2000C 30 Mirage 2000B 75 Mirage 2000N 86 Mirage 2000D                                                                              |
| Grécia - 65                             | 36 Mirage 2000EG 10 Mirage 2000EG 04 Mirage 2000BG 10 Mirage 2000-5Mk2 (1 lugar) 05 Mirage 2000-5Mk2 (2 lugares)                              |
| Índia - 59                              | 46 Mirage 2000EH 13 Mirage 2000TH |
| Peru - 12                               | 10 Mirage 2000P 02 Mirage 2000DP |
| Catar - 12                              | 09 Mirage 2000-5EDA 03 Mirage 2000-5DD |
| Taiwan - 60                             | 48 Mirage 2000-5EI 12 Mirage 2000-5DI |
| Ucrânia - 60                            | Número desconhecido do Mirage 2000-5 |
| Brasil - 12 (aposentado)                | 10 Mirage 2000C 02 Mirage 2000B |

## Características
- Radar Multialvos RDY-2.05.
- Sistema Digital de Guerra Eletrônica ICMS MK3 integrado aos demais sistemas da aeronave.
- Sistema de Comandos Elétricos de Voo (FLY-BY-WIRE).
- Sistema Inercial a giros laser acoplado ao GPS.
- Sistema de Enlace de Dados (DATALINK) para comunicações Ar-Ar e Ar-Terra.
- Motor SNECMA M53-P2 controlado por computador.

## Dimensões

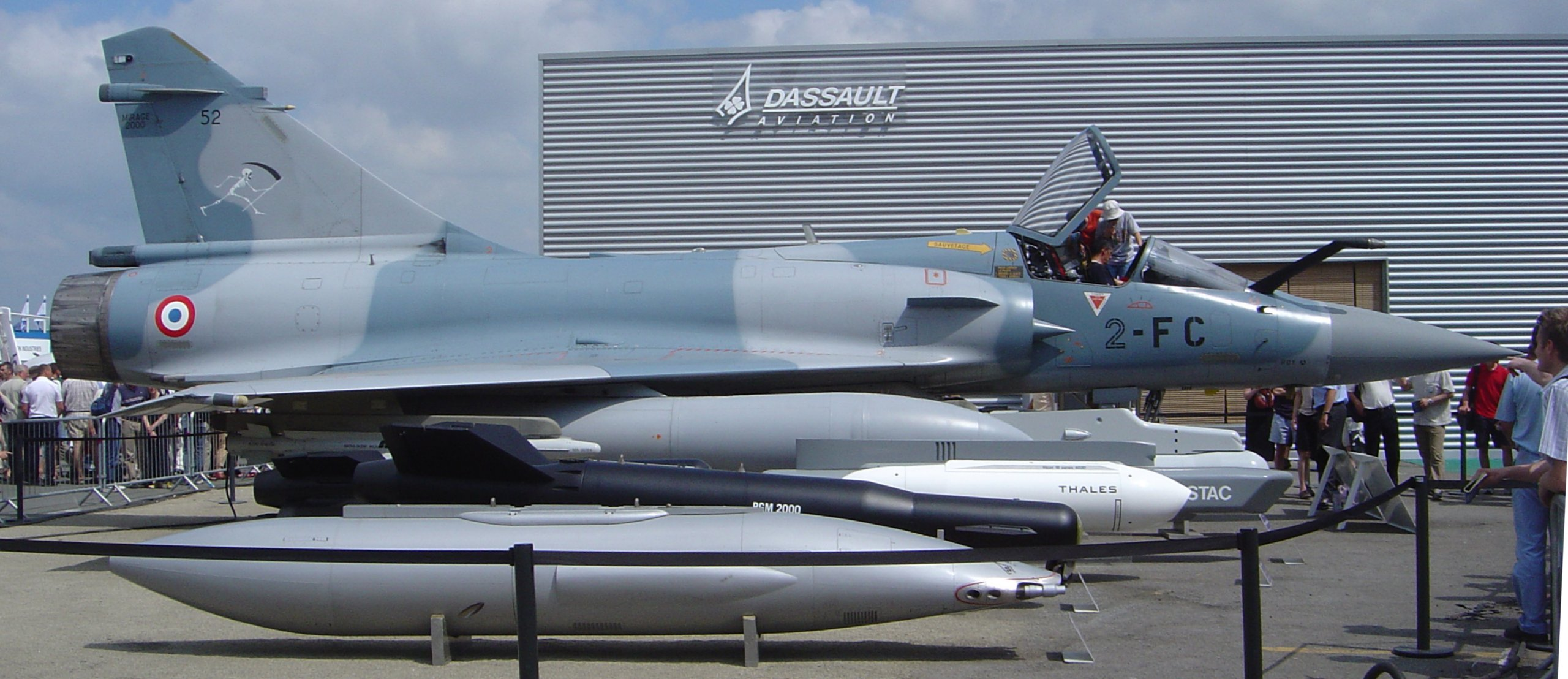
Dassault Mirage 2000

- Envergadura 9,13m
- Comprimento 14,56m
- Pontos duros (armamento) 9
- Armamento Interno (monoposto) Dois Canhões DEFA 554 de 30 mm, mísseis MICA, Super 530D, AIM-9 Sidewinder, Magic,mísseis antinavio, bombas e mísseis ar-terra diversos

## Peso e desempenho

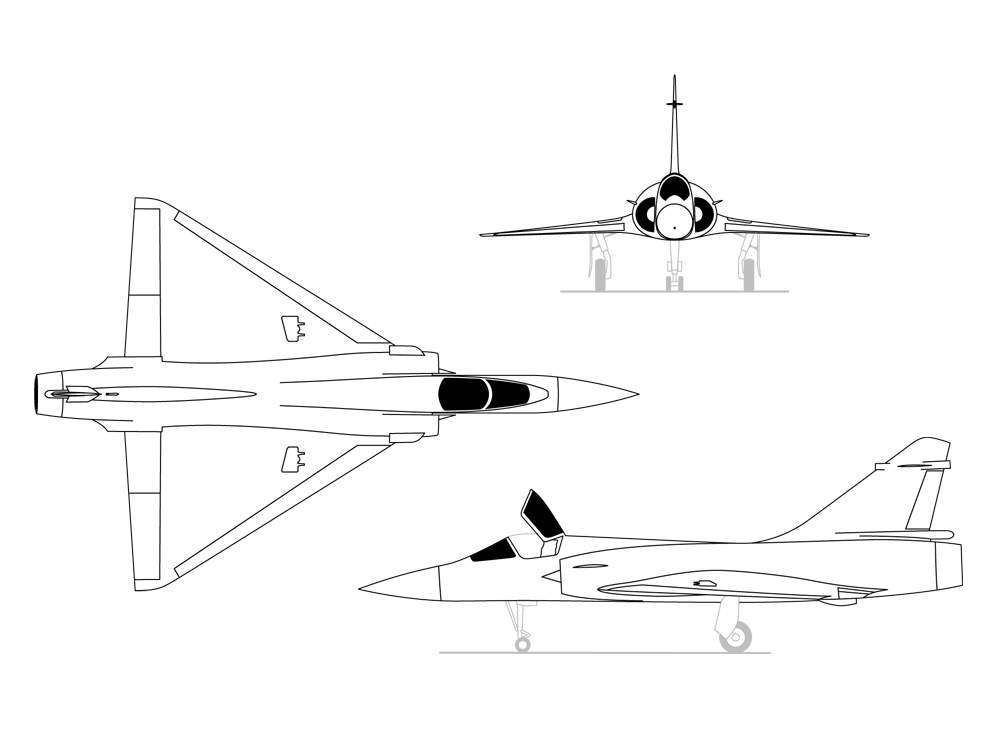

- Peso em Configuração de Combate: 9,5t
- Tração Máxima do M53-3: 9,8t
- Peso Máximo de Decolagem: 17,5t
- Velocidade máxima: Mach 2,2 2.530 km/h
- Velocidade de Aproximação: 140 nós
- Razão de Subida Máxima: 60.000 pés/min
- Velocidade Mínima Autorizada em Voo: 0
- Teto de Subida a 36.000 pés/MACH 1,8: <5 min
- Teto Operacional: 55.000 pés
- Alcance, 5 min COMBATE, MACH 0,8 - FL 300: 780 NM

## Aviões Similares
- F-16 Falcon, F/A-18 Hornet
- Mikoyan-Gurevich MiG-29
- Chengdu J-10
- Mitsubishi F-2